# Lukáš Černohorský
Lukáš Černohorský (* 19. listopadu 1984 Příbram) je český politik a IT analytik, od srpna 2014 do dubna 2016 předseda České pirátské strany, v letech 2017 až 2021 poslanec Poslanecké sněmovny PČR. V lednu 2018 byl jmenován předsedou Vyšetřovací komise k OKD. Od března 2023 do října 2024 zastával post náměstka ministra pro místní rozvoj ČR.

## Život
Narodil se v Dlouhé Lhotě na Příbramsku, později se s rodiči přestěhoval do Ostravy.
Vystudoval střední průmyslovou školu elektrotechnickou, ukončil ji v roce 2004. Následně absolvoval obor měřicí a řídicí technika na Vysoké škole báňské – Technické univerzitě Ostrava (promoval v roce 2010 a získal tak titul Ing. Dále pokračuje v doktorském studiu, a to v oboru technická kybernetika.
Do roku 2012 pracoval jako IT analytik, posléze test engineer.
Angažoval se jako tiskový mluvčí a člen petičního výboru, který se v Ostravě snaží prosadit zachování tří historických budov známých jako Ostravica-Textilia.

## Politické působení
Je členem České pirátské strany, patřil mezi spoluzakladatele krajského sdružení Pirátů v Moravskoslezském kraji a byl také jeho předsedou.
V komunálních volbách v roce 2010 kandidoval do Zastupitelstva města Ostravy, ale neuspěl. Stejně tak neuspěl jako lídr Pirátů v krajských volbách v roce 2012, když se pokoušel dostat do Zastupitelstva Moravskoslezského kraje.

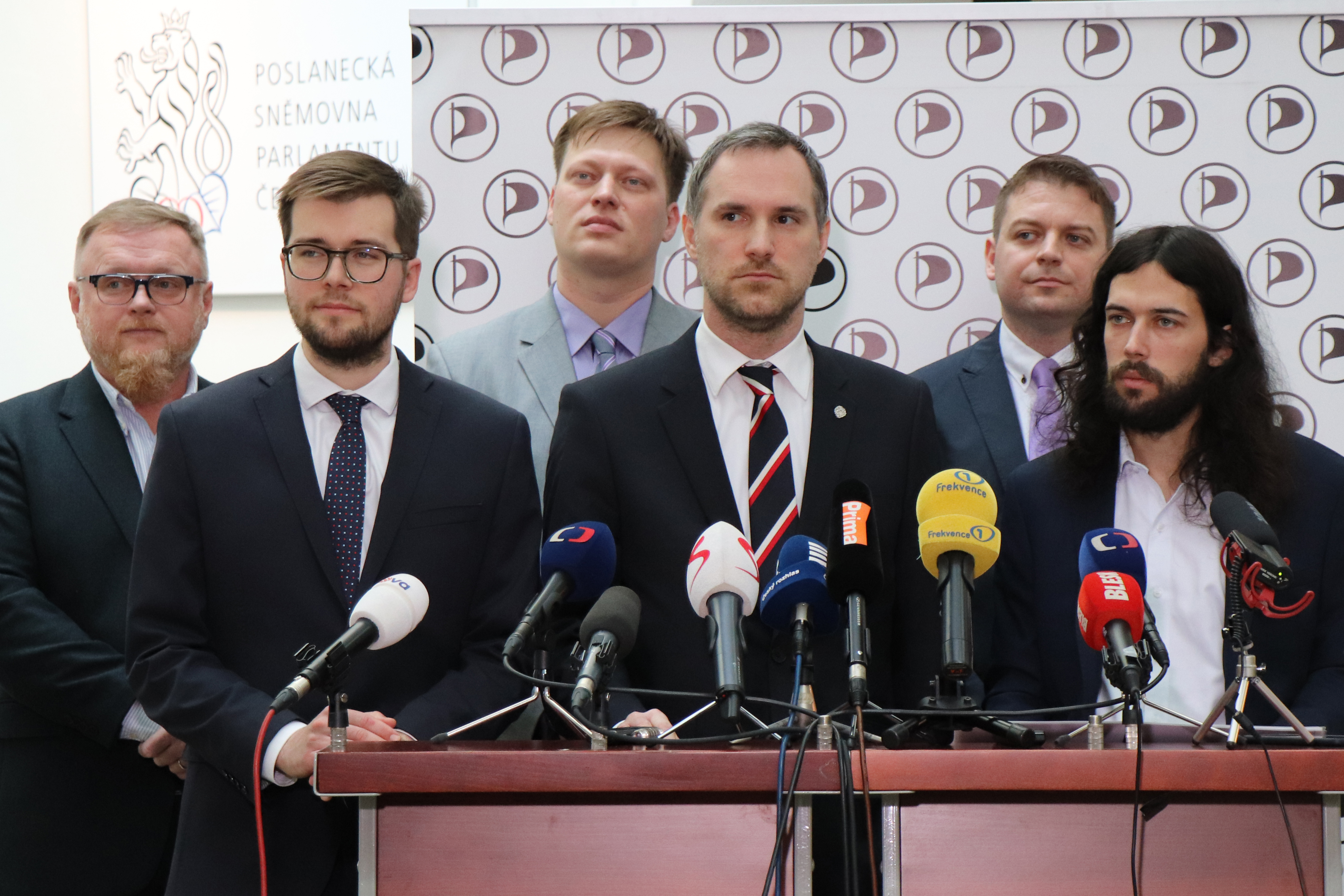
Černohorský na tiskové konferenci v únoru 2019 (třetí zleva)

Ve volbách do Poslanecké sněmovny PČR v roce 2010 a v roce 2013 kandidoval za Piráty v Moravskoslezském kraji, ale poslanecký mandát ani jednou nezískal.
Dne 2. srpna 2014 byl zvolen na celostátním fóru v Praze předsedou České pirátské strany, když získal 78 hlasů. V komunálních volbách v roce 2014 vedl v Ostravě kandidátku subjektu Jsme Ostrava - koalice Strany zelených a Pirátů (tj. Piráti a SZ), ale uskupení se do zastupitelstva města nedostalo. Funkci předsedy strany vykonával do dubna 2016.
Ve volbách do Senátu PČR v roce 2016 se rozhodl kandidovat za Piráty v obvodu č. 73 – Frýdek-Místek, nesplnil však zákonnou věkovou hranici a kandidatura mu tak nebyla umožněna. Zároveň byl v krajských volbách v roce 2016 lídrem kandidátky Pirátů v Moravskoslezském kraji, ale neuspěl.
Ve volbách do Poslanecké sněmovny PČR v roce 2017 byl lídrem Pirátů v Moravskoslezském kraji a z této pozice byl zvolen poslancem. V komunálních volbách v roce 2018 kandidoval za Piráty do Zastupitelstva města Ostravy, ale neuspěl.
Ve volbách do Poslanecké sněmovny PČR v roce 2021 byl z pozice člena Pirátů lídrem kandidátky koalice Piráti a Starostové v Moravskoslezském kraji, ale nebyl zvolen. Mandát poslance se mu tak nepodařilo obhájit.
Od března 2023 se stal náměstkem ministra pro místní rozvoj ČR Ivana Bartoše. Po odchodu Pirátů z vlády ke konci září 2024 skončil 2. října ve funkci náměstka ministra.
Ve volbách do Poslanecké sněmovny PČR v roce 2025 je lídrem Pirátů v Moravskoslezském kraji.